# Довойна, Станислав Станиславович
Станислав Станиславович Давойна (пол. Stanisław Dаwojnа; ум. не ранее мая 1573) — государственный и военный деятель Речи Посполитой и Великого княжества Литовского, дипломат, воевода полоцкий (с мая 1542).

## Биография
Представитель старинного шляхетского литовского рода Довойн герба «Праудиц». Сын Станислава Якубовича Давойны и Софии Петровны Немирович.
В 1528 году служил коморником у королевы Боны, в 1530 году стал королевским дворянином Сигизмунда II Августа.
С мая 1542 года — воевода полоцкий. В числе других бояр и знатных представителей воеводства в 1547 подписался под «Привилеем всим обывателем воеводства и места Полоцкого на права и вольности, им наданые».
В 1542—1554 годах направлялся послом в Москву, так в 1554 году — для заключения перемирия на два года (от лета 7062 до лета 7064).
Во время Ливонской войны, в начале 1563 года, 60-тысячное московское войско под командованием царя Ивана IV, наученное опытом взятия Казани, двинулось на Полоцк, в котором укрылось около 20 тысяч окрестного населения вместе с пожитками и скотом. Русские осадили Полоцк 31 января. Обороной Полоцкого замка командовал Станислав Давойна, не имевший боевого опыта и не отличавшийся сообразительностью. Полоцкий замок был почти целиком деревянный. Гарнизон состоял из нескольких тысяч воинов, среди них — 4 роты опытных польских наемников. Московское нападение оказалось внезапным, должные запасы не были сделаны. После обстрела артиллерией 13-14 февраля пламя охватило почти весь замок. Давойна прибыл в царский лагерь 15 февраля и сдал город, когда защитники ещё сопротивлялись. После капитуляции был взят в плен и закованный в железо вместе с женой и другими литовцами отправлен в Москву, где находился в заключении до 1567 года.
В 1564 году Иван IV упоминал его имя в своëм первом послании Курбскому — Царево государево послание во все его Российское царство об измене клятвопреступников — князя Андрея Курбского с товарищами:

Собака и изменник князь Семен Ростовский, который был принят нами в думу не за свои достоинства, а по нашей милости, изменнически выдал наши замыслы литовским послам, пану Станиславу Довойно с товарищами, и говорил им оскорбительные слова про нас, нашу царицу и наших детей, мы же, расследовав это злодейство, наказали его, но милостиво.
— 
В 1573 году участвовал в избрании на престол Речи Посполитой короля Генриха III.

## Семья
Был трижды женат. Его первой женой была Петронелла Радзивилл, дочь старосты жемайтского Яна Радзивилла (1492—1542), она скончалась в московском плену. В 1568 году вторично женился на Дороте Костевич, дочери Вацлава Костевича и вдове князя Ярослава Головчинского. После её смерти в 1572 году в третий раз женился на Барбаре Ивановне Соломерецкой, дочери князя Ивана Соломерецкого и вдове Констнатина Ходкевича (ум. 1571). От трёх браков не имел детей.